# La scomparsa di Patò (film)
La scomparsa di Patò è un film del 2010 diretto da Rocco Mortelliti.
La pellicola è tratta dall'omonimo romanzo di Andrea Camilleri. Delle opere dell'autore siciliano questa è la prima che viene trasposta in un film che è stato girato nei luoghi di origine di Camilleri.
L'ambientazione storica del film e la trama si rifanno a quella del romanzo che si svolge nel 1890.

## Trama
È antica tradizione del paese di Vigata che il Venerdì della Settimana Santa venga allestita la sacra rappresentazione del "Mortorio", antico dramma della Passione di Gesù. I personaggi della Passione sono scelti tra gli stessi paesani e tra questi quello che ricoprirà il ruolo più odioso, quello di Giuda, sarà interpretato ancora una volta, come ormai è abitudine, dal ragioniere Antonio Patò, padre di famiglia conosciuto per la sua condotta integerrima di funzionario della banca della cittadina.
Il pezzo forte della rappresentazione è la scena in cui il ragioniere-Giuda, dopo aver tradito Cristo, si suiciderà andando all'Inferno e scomparendo dal palcoscenico tra fiamme e fumo attraverso una apposita  botola.
Al termine del "Mortorio" però il ragioniere Patò sembra essere sparito nel nulla e inutilmente il delegato di polizia, Ernesto Bellavia, e il maresciallo dei Reali Carabinieri, Paolo Giummaro, competono tra loro nella ricerca del Patò-Giuda scomparso.
Col passare del tempo incominciano a girare nel paese voci sui motivi della scomparsa e una poesiola apparsa su un muro e canticchiata da alcuni ragazzini ipotizza che Patò abbia fatto la stessa fine di Giuda:
Giuda murì (Giuda morì)

Patò sparì (Patò sparì)

Spirì Patò (Morì Patò)

Cu l'ammazzò? (Chi l'ammazzò?)

Quantu patì? (Quanto soffrì?) 

E po'; pirchì (E poi perché)

Patò spirò? (Patò morì?)
Dopo una lunga indagine, attraverso le testimonianze della signora Patò e dei suoi colleghi, di paesani, mafiosi, preti, politici più o meno "discutibili", medici, prostitute e maniaci religiosi, il delegato e il maresciallo giungeranno alla conclusione che la scomparsa è stata orchestrata dallo stesso Patò per fuggire con la sua amante, Rachele Infantino.

## Produzione

### Sceneggiatura
La principale difficoltà affrontata dagli sceneggiatori del film (tra i quali figura lo stesso Camilleri) è stata quella di rendere il particolare stile del romanzo, che non sviluppa la trama attraverso una narrazione di tipo tradizionale, ma la svela per così dire a poco a poco attraverso una serie di lettere, messaggi, carteggi, ecc., scritti dai vari protagonisti, ciascuno con il suo peculiare stile e registro linguistico. Essendo ovviamente impossibile riprodurre questo contenuto "epistolare" nel film, gli autori hanno scelto di affiancare alla recitazione in presa diretta dei personaggi una serie di flashback in cui ciascuno di loro, di volta in volta, rievoca un particolare episodio della vicenda, aggiungendo una nuova tessera a un mosaico sempre più complesso. È da notare che spesso lo stesso fatto è rievocato in modo diverso dai vari personaggi, secondo il proprio punto di vista.
Ogni rievocazione si presenta inoltre come una specie di "quadro vivente" che arricchisce e vivacizza la vicenda. Ne nasce così un giallo atipico e avvincente, di cui i due investigatori Bellavia e Giummaro – dapprima rivali, poi necessariamente alleati – procedono progressivamente a dipanare il mistero, introducendo spesso i risultati delle loro indagini attraverso i "quadri teatrali" delle rievocazioni, quadri nei quali entrano a volte direttamente per spiegare o sottolineare meglio i vari passaggi, in una sorta di "teatro nel teatro" cinematografico.
Nel film interviene anche la voce di Andrea Camilleri che spiega e sintetizza la vicenda narrata.

### Cast
Gli attori protagonisti sono Maurizio Casagrande e Nino Frassica proseguendo con Neri Marcorè (che, oltre ad interpretare Patò, canta anche la canzone dei titoli di coda). Piccoli cammei per Roberto Herlitzka (il becchino) e Guia Jelo (la prostituta). Danilo Formaggia (il Marchese "cantante" Simone Curtò) è nella vita un vero tenore.

### Riprese
Il film è stato girato quasi interamente a Naro, alcune scene sono state girate anche a Canicattì, alla Valle dei templi di Agrigento e alla Scala dei Turchi di Realmonte.

## Distribuzione
Il film è stato presentato in anteprima al Festival internazionale del film di Roma 2010, poi il 12 giugno 2011 allo Shanghai International Film Festival
È uscito nelle sale italiane il 24 febbraio 2012.